# Volgster

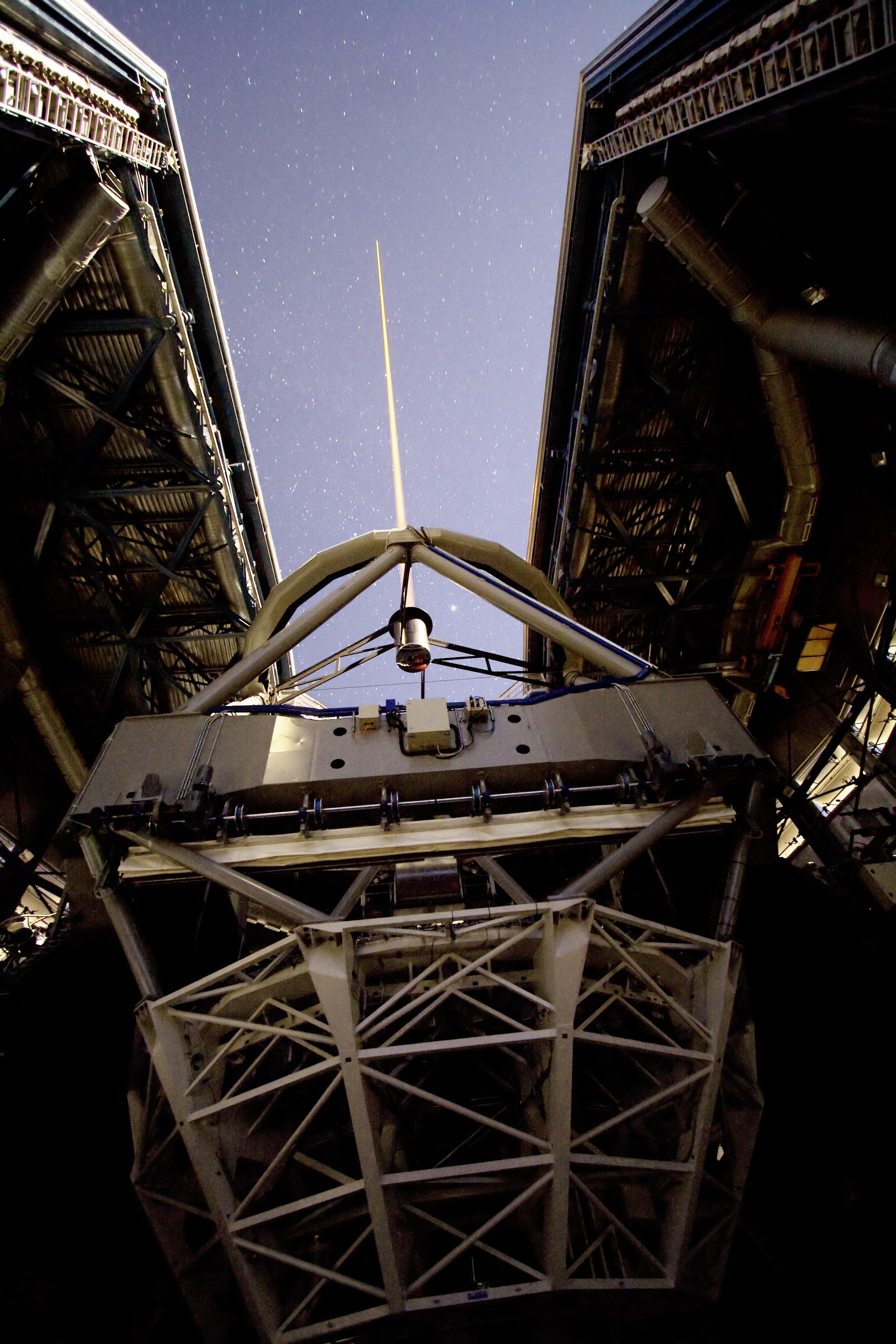
De UT4 van de Very Large Telescope creëert een laservolgster

Een volgster is in de astronomie een ster in de buurt van het waar te nemen object, die gebruikt wordt om de telescoop het waar te nemen object te laten volgen terwijl de aarde draait.
Ook worden volgsterren gebruikt in systemen voor adaptieve optiek, om verstoringen ten gevolge van de atmosferische turbulenties te meten en het beeld daarvoor te corrigeren, waardoor het scheidend vermogen van de telescoop sterk verbetert. Als er in de buurt van het te observeren object geen geschikte volgster aanwezig is, kan een volgster worden gesimuleerd met behulp van een laserbundel. Men spreekt dan van een laservolgster (Engels: laser guide star, LGS). Meer hierover is te lezen in het artikel Adaptieve optiek.

## Ruimtevaart
In de ruimtevaart worden volgsterren gebruikt om ruimtesondes of gyroscoopplatforms te richten. Veelal wordt hiervoor de ster Canopus gebruikt, in de zuidelijke hemel, omdat deze altijd onder een grote hoek ten opzichte van de zon staat.